# Crinarnoldius
Crinarnoldius es un género de escarabajos perteneciente a la familia de los cerambícidos. Se encuentra en África.

## Especies
- Crinarnoldius maculatus Thomson, 1861
- Crinarnoldius xavieri Veiga-Ferreira, 1965